# 巴爾托希采縣

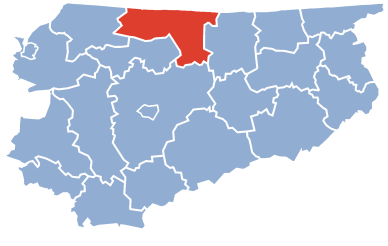

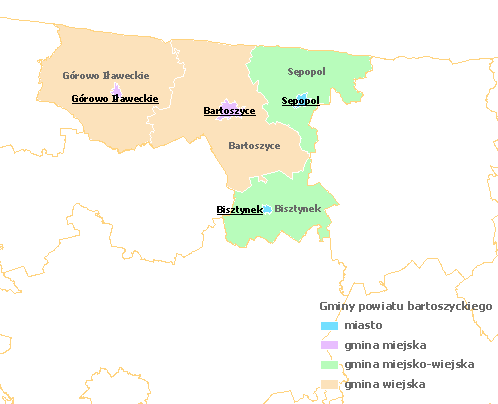

54°15′N 20°48′E / 54.250°N 20.800°E
巴爾托希采縣（波蘭語：Powiat bartoszycki），是波蘭的縣份，位於該國東北部，由瓦爾米亞-馬祖里省負責管轄，首府設於巴爾托希采，面積1,309平方公里，2006年人口61,354，人口密度每平方公里47人。